# 京都理容美容専修学校
京都理容美容専修学校（きょうとりようびようせんしゅうがっこう）は、京都府京都市中京区西ノ京両町6にある私立専修学校。学校法人京理学園が設置・運営する理容師・美容師の養成校である。

## 沿革
- 1915年 - 私立帝国理髪学校として京都府京都市中京区蛸薬師において開校する。創立者で初代校長の平馬魁亮は京都の出身者で、東京にあった大日本美髪会で講師を務めた[1]
- 1925年 - 京都市上京区下立売通新町東入るに移設。
- 1929年 - 「京都理髪学校」に名称が変更。
- 1930年 - 昭和天皇の御大礼建造物により京都府京都市中京区西ノ京両に移転。
- 1936年 - 美容科専修科設置の認可が下りる。
- 1948年 - 組織は財団法人に変更。
- 1951年 - 学校法人に変更。
- 1981年 - 専修学校へ格上げされ、京都理容美容学校から京都理容美容専修学校へと名称を変更する。
- 2015年 - 創立100周年記念式典挙行。

## 学科
2年制
- 美容科
- 理容科

3年制(300～600時間)
- 通信科

## 所在地
- 〒604-8497 京都府京都市中京区西ノ京両町6-6
  - JR山陰本線（嵯峨野線）円町駅から徒歩約7分